# Tren Urbano de Santa Fe
El Tren Urbano de Santa Fe fue un proyecto ferroviario que existió entre los años 2010 y 2017, en la ciudad capital de la provincia de Santa Fe. Contemplaba un recorrido de casi 4 km entre las cabeceras de la primera etapa, y otros 4kms proyectados para una segunda etapa hasta el límite Norte del municipio de Santa Fe, provincia de Santa Fe, Argentina. En 14 o 15 min, según el proyecto, uniría los 3,7 km que hay entre El Molino en bulevar Gálvez y Don Bosco, el centro del norte de la ciudad, cruzando parte importante de la ciudad.

## Obras
En diciembre de 2014 comenzaron las obras de recuperación de vías. Las tareas, a cargo de la empresa Winkelmann SRL, comenzaron con el despeje de las vías mediante la remoción del material asfáltico ubicado en el trayecto. Con maquinaria pesada se procede a la rotura y posterior levante de la carpeta asfáltica, para luego realizar la limpieza de los rieles por los cuales circularía el Tren Urbano.
Las tareas fueron financiadas con fondos aportados por Nación y que fueran comprometidos en septiembre de 2014 durante una visita efectuada a la ciudad por el ministro del Interior y Transporte, Florencio Randazzo.

## Apeaderos
Cada apeadero presenta un diseño modular, con un sector de sombra conformado por una cubierta metálica sobre una estructura tubular con un banco de hormigón para la espera de los pasajeros.

## Material rodante
Se utilizaron los prototipos ferroviarios TecnoTren, similares al del servicio Tren Universitario de La Plata, comprados en el año 2010 por medio de una licitación pública de alcance nacional, del poder ejecutivo municipal, a una empresa de origen nacional.
Este prototipo ferroviario fue ingeniado por un entusiasta de ciudad El Talar, provincia de Buenos Aires, con el principal obejtivo de permitir la movilidad ferroviaria de manera emergente, en lugares donde no se tienen muchas alternativas y se necesita un tránsito eventual. Por ello la potencia de su mecánica era mínima y las prestaciones también muy básicas.
Esta característica de prototipo, es un factor que hace cuestionar la compra de este tipo de material para un servicio urbano de pasajeros en la capital provincial, cuya demanda de pasajeros hizo sobrepasar fácilmente las prestaciones mecánicas de la unidad, y fue la causa principal por la que no consiguió establecerse como servicio regular de transporte urbano.

## Primera implementación: Puerto - Guadalupe
Antes del esquema de servicio que se detalla en este artículo, en 2011, el servicio de tren urbano fue planteado sobre el ramal C y C31 del ferrocarril Belgrano, utilizando como cabeceras un apeadero en el Puerto de Santa Fe, próximo a calle Tucumán, y al Norte la estación Guadalupe, cuya restauración edilicia fue hecha en esa misma época para que sirviera a este transporte. Se mencionaba oficialmente que en una etapa posterior, el servicio se extendería hasta Laguna Paiva.
No obstante estos preparativos, la mala gestión de la red y algunos detalles constructivos en los apeaderos hicieron que esa implementación fracasara desde el primer día: El principal obstáculo fue la habilitación de las vías por parte del organismo nacional (CNRT), que lo consideró inadecuado para la circulación del tecnotren (con las características de prototipo anteriormente mencionadas, y no estando homologado como vehículo ferroviario por el organismo oficial), y sobre ello, que la circulación se daría en una vía donde compartiría tráfico con el tren de cargas. La falta de habilitación hizo que esta implementación quedara suspendida y que los coches Tecnotren fuesen depositados en vías de operación del Puerto de Santa Fe por tiempo indefinido.

## Servicios
El tren empezó a circular gratuitamente a las 8:00 del 12 de enero de 2016, desde la estación El Molino hacia La Esquina Encendida, realizando viajes de prueba. En horario de la mañana, el tren saldría cada una hora entre las 8:00 hasta las 12:00, y a la tarde circularía, también cada una hora, entre las 16:00 y 20:00, tardando 15 min en su viaje de ida y otras 15 en su viaje de vuelta, transportando un total de 80 pasajeros en su único vagón. Como pasa con los colectivos urbanos, con el servicio "Cuándo Pasa" se puede consultar en cuanto pasara el próximo tren.

## Inconvenientes en la operación
A pesar de estar en obras desde la intendencia de Barletta y haber gastado, según declaraciones del concejal peronista Juan Carlos Cesoni, 60 millones de pesos (3.857.000 de dólares), a los tres días de la inauguración fue parado por controles, pero tras lo cual no reanudó en el próximo mes su recorrido. En los próximos meses su funcionamiento sería irregular. Volvió a funcionar en marzo hasta abril, y luego de otro parate, de nuevo el 18 de julio, mientras al día siguiente un accidente con un automóvil lo obligaría a estar fuera de servicio otra vez. En abril de 2017, el secretario general del municipio, Carlos Pereira, aseguró que el funcionamiento del mismo iba a ser constante y todavía gratuito, y pudiendo ser usado por todos los ciudadanos. Aunque esto finalmente no se cumplió y el tren no ha vuelto a funcionar para el público de manera regular hasta la fecha.
Las formaciones estuvieron detenidas durante dos años en las vías cercanas a la cabecera de El Molino, y en julio de 2019 sin ningún anuncio mediante, los coches desaparecieron y fueron encontrados por un periodista en el galpón de depósito del operador de tren de cargas en el predio de Santa Fe Pasajeros. Luego se conocería que el traslado de los coches fue para no dejarlos varados, puesto que en esos días se removió un cambio de vía que dejó desconectado el trayecto del proyecto de Tren Urbano. Desde el municipio explicaron que el traslado fue motivado por el aumento de frecuencias del tren carguero, pero no es consistente con la realidad puesto que los coches no estaban cerca del recorrido afectado al tren de cargas.
En marzo de 2022, se anunció que se subastaría el material rodante restante.